# Petalodontidae
Famille
Familles de rang inférieur
- †Antliodus Newberry et Worthen, 1866
- †Chomatodus Agassiz, 1838
- †Glossodus M'Coy, 1848
- †Glyphanodus Davis, 1883
- †Harpacodus St. John et Worthen, 1875
- †Itapyrodus Silva Santos, 1990
- †Lisgodus
- †Neopetalodus Murata et Uyeno, 1979
- †Petalodus Owen, 1840
- †Polyrhizodus M'Coy, 1848
- †Strigilina Cope, 1877
- †Tanaodus St. John and Worthen, 1875

Les Petalodontidae forment une famille éteinte de poissons cartilagineux holocéphales. 
Il s'agit de la famille type de l'ordre des Petalodontiformes. Le genre type est Petalodus.
Les différentes espèces sont trouvées dans des terrains datant du Carbonifère au Permien, avec une répartition mondiale.